# Alchemilla sanguinolenta
Alchemilla sanguinolenta é uma espécie de rosácea do gênero Alchemilla, pertencente à família Rosaceae.